# Joachim Johansson
Pour les articles homonymes, voir Johansson.
Joachim Johansson, né le 1er juillet 1982 à Lund, est un joueur suédois de tennis, professionnel de 2000 à 2011.

## Carrière
Son meilleur résultat est une demi-finale à l'US Open en 2004.
Le 1er février 2008, Joachim annonce qu'il arrête sa carrière en raison des multiples blessures qu'il a subies dans sa carrière. Toutefois il annonce son retour sur le circuit quelques mois plus tard lors du tournoi de Stockholm où il reçoit une invitation,. Il ne revient sur le circuit qu'en 2009, au tournoi de Kuala Lumpur. Mais c'est au tournoi de Stockholm qu'il se révèle réellement. Il n'est battu qu'en quart de finale, par le Brésilien Thomaz Bellucci.
En octobre 2013, il reçoit une wild-card pour les qualifications du tournoi de Stockholm, qu'il passe sans problème. Lors du premier tour, il domine largement le Colombien Alejandro Falla (6-1, 6-3) et rencontre lors du deuxième tour un grand serveur comme lui Milos Raonic contre qui il s'incline (6-2, 7-63).

## Palmarès

### Titres en simple (3)
| No | Date       | Nom et lieu du tournoi              | Catégorie   | Dotation  | Surface    | Finaliste      | Score     |          |
| -- | ---------- | ----------------------------------- | ----------- | --------- | ---------- | -------------- | --------- | -------- |
| 1  | 16-02-2004 | Kroger St. Jude, Memphis            | Series Gold | 665 000 $ | Dur (int.) | Nicolas Kiefer | 7-65, 6-3 | Parcours |
| 2  | 03-01-2005 | Next Generation Hardcourt, Adélaïde | Int' Series | 394 000 $ | Dur (ext.) | Taylor Dent    | 7-5, 6-3  | Parcours |
| 3  | 07-02-2005 | Open 13, Marseille                  | Int' Series | 575 000 $ | Dur (int.) | Ivan Ljubičić  | 7-5, 6-4  | Parcours |

### Titre en double (1)
| No | Date       | Nom et lieu du tournoi     | Catégorie   | Dotation  | Surface      | Partenaire     | Finalistes                    | Score    |          |
| -- | ---------- | -------------------------- | ----------- | --------- | ------------ | -------------- | ----------------------------- | -------- | -------- |
| 1  | 04-07-2005 | Synsam Swedish Open Båstad | Int' Series | 355 000 $ | Terre (ext.) | Jonas Björkman | José Acasuso Sebastián Prieto | 6-2, 6-3 | Parcours |

### Finale en double (1)
| No | Date       | Nom et lieu du tournoi          | Catégorie   | Dotation  | Surface      | Vainqueurs                 | Partenaire  | Score          |          |
| -- | ---------- | ------------------------------- | ----------- | --------- | ------------ | -------------------------- | ----------- | -------------- | -------- |
|    | 06-06-2005 | Gerry Weber Open Halle (Westf.) | Int' Series | 775 000 $ | Gazon (ext.) | Roger Federer Yves Allegro | Marat Safin | 7-5, 66-7, 6-3 | Parcours |

## Parcours dans les tournois duGrand Chelem

### En simple
| Année | Open d'Australie | Open d'Australie | Internationaux de France | Internationaux de France | Wimbledon      | Wimbledon   | US Open         | US Open   |
| ----- | ---------------- | ---------------- | ------------------------ | ------------------------ | -------------- | ----------- | --------------- | --------- |
| 2003  | 1er tour (1/64)  | M. Fish          | —                        | —                        | —              | —           | 1er tour (1/64) | M. Fish   |
| 2004  | 3e tour (1/16)   | J. C. Ferrero    | 1er tour (1/64)          | I. Labadze               | 1/8 de finale  | F. Mayer    | 1/2 finale      | L. Hewitt |
| 2005  | 1/8 de finale    | A. Agassi        | —                        | —                        | 3e tour (1/16) | F. González | —               | —         |
| 2006  | —                | —                | —                        | —                        | —              | —           | —               | —         |
| 2007  | 1er tour (1/64)  | G. García-López  | —                        | —                        | —              | —           | —               | —         |

N.B. : à droite du résultat se trouve le nom de l'ultime adversaire.

## Parcours dans lesMasters 1000
| Année | Indian Wells       | Miami               | Monte-Carlo          | Rome              | Hambourg             | Canada                     | Cincinnati         | Madrid                    | Paris |
| ----- | ------------------ | ------------------- | -------------------- | ----------------- | -------------------- | -------------------------- | ------------------ | ------------------------- | ----- |
| 2004  | —                  | 1er tour J. Mónaco  | —                    | —                 | 2e tour F. Verdasco  | 1/4 de finale T. Johansson | 1er tour N. Kiefer | 1/4 de finale I. Ljubičić | —     |
| 2005  | 2e tour F. Santoro | 2e tour J. Morrison | 1er tour F. Mantilla | 1er tour A. Seppi | 1er tour S. Grosjean | —                          | —                  | —                         | —     |
| 2006  | —                  | —                   | —                    | —                 | —                    | —                          | —                  | 1/8 de finale Forfait     | —     |

N.B. : sous le résultat se trouve le nom de l’ultime adversaire.

## Statistiques
- Gains= 1,472,136$US[5]
- Victoires - défaites (simple)= 66 - 53[5]
- Victoires - défaites (double)= 16 - 13[5]
- Meilleur classement (double)= 108e (le 12 septembre 2005)[5]

Il détint pendant quatre ans le record du plus grand nombre d'aces servis dans un match (51, lors de sa défaite en quatre sets en huitième de finale de l'Open d'Australie 2005 contre Andre Agassi). Ce record a été égalé par Ivo Karlović lors de sa défaite en 5 sets contre Daniele Bracciali lors du premier tour de Wimbledon 2005 puis battu par ce même homme le 24 mai 2009 à la suite de sa défaite contre Lleyton Hewitt lors de Roland-Garros (55 aces).